# Unió Socialdemòcrata de Treballadors i Petits Propietaris
Unió Socialdemòcrata de Treballadors i Petits Propietaris (finès Työväen ja Pienviljelijäin Sosialidemokraattinen Liitto, TPSL) fou un partit polític finlandès fundat el 1959 com a fracció del Partit Socialdemòcrata de Finlàndia dirigida per Emil Skog i Aarre Simonen. Volia mantenir-se en una situació intermèdia entre els socialdemòcrates i els comunistes.
Se separà del partit el 1959 i es mantingué com a plataforma fins al 1967. La principal causa de la separació fou el lideratge del partit, en particular Väinö Tanner i Väinö Leskinen volien encaminar el partit vers un partit genèric obert a tothom. La Unió, per contra, posava especial èmfasi en els treballadors i petits propietaris agraris. Leskinen cercava el suport dels partits de dretes, la seva política econòmica era força conservadora i criticava els subsidis agrícoles. En canvi, la Unió volia cooperar amb agraris i altres formacions esquerranes, i basen la seva política exclusivament en els sindicats. Per exemple, Heikki Laavola ha escrit que el desacord no era entre ideologia d'esquerra o de dreta; Tanner, Leskinen, Skog i Simone havien estat actius anteriorment en activitats anticomunistes. També hi jugaren un paper els desacords individuals; Tanner havia estat condemnat (sota pressió soviètica) de ser responsable de la Guerra de Continuació, i com a tal, com a líder dels socialdemòcrates era un problema per als soviètics.
La ruptura va ser acompanyada per una divisió en les societats associades i els sindicats. La principal organització sindical (SAK) estava controlada principalment pels homes de Skog, igual que la Federació de la Joventut, les federacions esportives i la lliga femenina. El primer exemple va ser que el lideratge del SDP volia la federació esportiva del treballador s'associés amb les federacions esportives dretanes per tal de qualificar-se per a la participació en els Jocs Olímpics, que Skog considerava burgesa.
La Unió disposava de 13-15 representants dels 200 al parlament després de l'escissió el 1959, però va obtenir-ne només dos a les eleccions parlamentàries finlandeses de 1962, set representants a les den 1966 i a les de 1970 restà extraparlamentària. La Unió va cooperar amb l'especialment poderós president Urho Kekkonen, i fou soci de coalició en els governs Karjalainen I, Paasio I i Koivisto I. El 1963, el SDP canvià la seva política de tal manera que les bones relacions amb la Unió Soviètica i Kekkonen van ser una nova prioritat, eliminant així un important motiu de desacord. El mateix Skog va tornar al Partit Socialdemòcrata el 1965. La Unió es va radicalitzar i esdevingué més prosoviètica, però va perdre suport popular i es va dissoldre el 1973. Una facció minoritària van formar el Partit Socialista dels Treballadors.

## Resultats electorals
| Any  | Vots    | Vots | Vots | Escons  | Escons | Govern            | Pos. |
| Any  | No.     | %    | ± pp | No.     | ±      | Govern            | Pos. |
| ---- | ------- | ---- | ---- | ------- | ------ | ----------------- | ---- |
| 1958 | 33,947  | 1.75 | Nou  | 3 / 200 | Nou    | Oposició          | 7è   |
| 1962 | 100,396 | 4.36 | 2.61 | 2 / 200 | 1      | Oposició          | = 7è |
| 1966 | 61,274  | 2.59 | 1.77 | 7 / 200 | 5      | Coalició          | = 7è |
| 1970 | 35,453  | 1.40 | 1.19 | 0 / 200 | 7      | Extraparlamentari | 8è   |
| 1972 | 25,527  | 0.99 | 0.41 | 0 / 200 | =      | Extraparlamentari | 9è   |